# Купёлы
Купёлы (бел. Купёлы) — деревня в составе Полыковичского сельсовета Могилёвского района Могилёвской области Республики Беларусь.
Расположена в 8 километрах на север от Могилёва и в 5 километрах от железнодорожной платформы Полыковские Хутора на линии Могилёв — Орша.
Около деревни расположено месторождение суглинков и глин.

## История
Упоминается в 1669 году в составе Оршанского повета ВКЛ. В 1743 году село в Оршанском повете. В 1785 году здесь было 20 дворов и 126 жителей, относилась к имению Требухи и являлась шляхетской собственностью. В 1858 году в селе 63 мужские души. В 1880 году — 26 дворов и 150 жителей. Все крестьянские дворы занимались изготовлением льняной и пеньковой (конопляное волокно) кудели и ткани. В 1897 году в Купёлах 39 дворов и 250 жителей, имелся хлебозапасный магазин. Рядом находилась усадьба и постоялый двор. В 1905 году в Купёлах был открыт казённый винный магазин. В 1909 году в селе было 59 дворов и 291 житель. В 1886 году здесь открыта школа грамоты, которая в 1910 году преобразована в церковноприходскую, а в 1917 году — в земскую. Школа размещалась в съёмном помещении.
После революции школа преобразована в рабочую школу 1-й ступени, в которой в 1925 году обучалось 50 учеников и работал драматический кружок. В 1936 году в начальной школе было 116 учеников. В 1926 году в Купёлах было 88 дворов и 479 жителей. В 1930 году здесь организован колхоз «Первомайский призыв», который в 1933 году объединял 12 хозяйств. В 1940 году колхоз за достижения в развитии хозяйства внесён в книгу Почёта Всесоюзной сельскохозяйственной выставки. Во время Великой Отечественной войны с июля 1941 года по 28 июня 1944 года деревня была оккупирована немецкими войсками. Была сожжена и разграблена. После войны восстановлена. В 1990 году здесь было 127 дворов и 322 жителя, относилась к колхозу «Коминтерн» (центр в деревне Николаевка 2). Здесь размещалась производственная бригада, животноводческий комплекс, начальная школа, фельдшерско-акушерский пункт, клуб, магазин.

## Население
- 1999  — 233 человека
- 2009 — 231 человек